# Tom Murphy (beisbolista)
Thomas James Murphy (West Monroe, Nueva York, 3 de abril de 1991), más conocido como Tom Murphy, es un jugador profesional estadounidense de béisbol que se desempeña en la posición de cácher en San Francisco Giants, equipo de las Grandes Ligas de Béisbol (MLB).

## Carrera
Murphy hizo su debut en la MLB con el equipo Colorado Rockies, en el cual jugó cuatro temporadas (2015-2018), después pasó a Seattle Mariners (2019, 2021-2023), posteriormente a San Francisco Giants, donde lleva jugando una temporada.